# グレッグ・マルマ
グレッグ・マルマ(Greg Maluma、1998年5月5日)は、ザンビアの空手選手、作家、俳優、ユーチューバーである。

## 経歴
彼は2019年全アフリカ空手選手権で優勝し、6冊の本の著者であり、コマンド忍者と空手キルで演技することで知られています。
彼の ユーチューブ チャンネルのチャンネル登録者数は 44,000 人を超えています。